# Руйнівник (фільм)
«Руйнівник» (англ. Demolition Man) — американський науково-фантастичний бойовик 1993 року режисера Марко Брамбілла. В головних ролях Сильвестр Сталлоне, Веслі Снайпс, Сандра Буллок, Найджел Готорн і Деніс Лірі.
Фільм розповідає історію двох чоловіків, небезпечного злочинця Фенікса та поліцейського Джона, засуджених до заморожування в 1996 році. Пробудившись у 2032, Фенікс тікає та опиняється в світі, де злочинності більше не існує. Звиклі до розміреного життя за правилами, жителі майбутнього виявляються безсилими проти Фенікса. Тож для протистояння йому доводиться розморозити й Джона.

## Сюжет
У 1996 році в Лос-Анджелесі процвітає злочинність, поліція заледве справляється з нею. Сержант поліції Джон «Руйнівник» Спартан проводить операцію з порятунку заручників, захоплених злочинцем-психопатом Саймоном Феніксом. Після первісного сканування, що не виявило заручників у будівлі, Спартан вирушає туди особисто. Йому вдається схопити Фенікса живим, але той встигає підірвати вибухівку, вбивши заручників. Вину за їх загибель покладають на Джона. Обох засуджують до замороження в кріов'язниці, де вони перебуватимуть 70 років, піддаючись повільній терапії гіпнозом.
У 2032 році міста Лос-Анджелес, Сан-Дієго і Санта-Барбара злилися в утопічний Сан-Анджелес під керівництвом пацифіста Раймонда Кокто, винахідника кріов'язниць. Серйозних злочинів уже багато років не відбувалося і найбільшою подією в житті поліції стає поява хуліганського графіті. Лейтенант Леніна «Лені» Гакслі втім прагне пригод, зустрічаючи осуд колег. У цей час Фенікса розморожують через поправку до закону. Той називає кодове слово, що відкриває його кайдани. Звільнившись, Саймон жорстоко розправляється з охоронцями та тікає. Це стає першим убивством з 2010 року. Леніна збирає інформацію про інцидент і відслідковує куди вирушив Фенікс. Однак, поліція, що звикла обмежуватись одними лише попередженнями та виписуваннями штрафів, виявляється безсилою проти злочинця. Тим часом Фенікс бачить видіння, в яких невідомий голос наказує йому вбити якогось Едгара Френдлі. Шукаючи пістолет, Саймон вирушає до музею.
Раймонд на зібранні уряду розповідає про лідера підпілля Едгара Френдлі, що відкидає блага цивілізації. Офіцер Закарі Лемб припускає, що Спартана слід розморозити аби допомогти поліції Сан-Анджелеса повернути Фенікса. Лейтенант Джородж Ерл утім вважає Джона «твариною», котра не знає нового життя. Леніну Гакслі призначають Спартану в напарниці. Джон дізнається, що його дружина загинула під час землетрусу. Йому розповідають про уклад нового суспільства. Заборонено палити, вживати м'ясо, гострі страви, сіль, шоколад, лаятись, займатися контактними видами спорту — всім, що вважається шкідливим. Він зустрічає деяких знайомих, та вони прийняли нове життя і глузують з того, що Джон не розуміє як тепер жити. Спартан вирішує ці проблеми по-своєму. Наприклад, не знайшовши туалетного паперу (замість якого використовуються якісь «мушлі»), він набирає виписок штрафів, чим шокує поліцію.
Фенікс набирає у музеї зброї, де його наздоганяє Джон. Після перестрілки злочинцеві вдається втекти. Він вирушає до Кокто, щоб убити його і правити Сан-Анджелеса. Прибуття Спартана змушує його тікати, Раймонд здивований поверненням замороженого поліцейського, але запрошує його на вечерю. Дорогою Лені розповідає, що Арнольд Шварцнеггер встиг побувати президентом США, Кокто створив утопію, а «Taco Bell» лишився єдиним рестораном. Раймонд висловлює вдячність Джону за порятунок. Той розчарований новим життям і тим, що в нього відібрали родину. В цю мить підпільники вириваються з каналізації на поверхню й починають грабувати припаси їжі. Джон дає відсіч, але розуміє, що світ майбутнього не такий щасливий, як йому описують.
Саймон приходить до будинку Кокто і ділиться з ним своїм спостереженням — він звідкись знає коди доступу до різних систем. Кокто пояснює, що під час замороження вживив йому в мозок знання з метою вбити лідера підпілля та завадити можливому повстанню незгідних з його правлінням. Лені лишає Джона на ніч у своїй квартирі, де пропонує йому зайнятися сексом. Утім, в XXI столітті секс — це обмін емоціями через спеціальний шолом, оскільки весь процес розмноження і навіть народження дітей відбувається штучно. Дивлячись новини, Джон бачить запис того як Кокто розмовляв з Феніксом та здогадується, що Саймона випущено згідно з задумом Раймонда. Той заявляє, що нібито це Джон вийшов з-під контролю та наказує Лені заарештувати Спартана, але вона відмовляється.
У пошуках Фенікса Джон та Лені спускаються в підземелля під містом. Вони зустрічаються підпільників, які живуть у злиденних умовах, вигнані з поверхні. Спартан бачить, що в підпіллі не самі лише бандити, як запевняє пропаганда, а й ті, якими Кокто пожертвував заради благополуччя решти. Він зустрічає Едгара Френдлі, котрому розповідає про задум Кокто вбити його. Фенікс же підбурює решту підпільників вийти на поверхню та розпочати терор.
Джон переслідує Саймона та сходиться з ним у двобої. Фенікс зізнається, що в 1996 він убив заручників ще до прибуття поліції, тож Спартана засудили несправедливо. Фенікс тікає, Джордж Ерл намагається затримати Джона, але марно. Саймон з набраною бандою приходить до Кокто. Він виявляється не в змозі завдати Раймонду шкоди особисто через закладену в мозок інструкцію, натомість наказує спільникам розстріляти його. Борючись зі злочинцями, Лені вбиває бандита. Тим часом Фенікс повертається до кріов'язниці, щоб звільнити всіх убивць, з допомогою яких захопити владу. Джону вдається заморозити Саймона і збити йому голову. Кріов'язниця вибухає, та Джон встигає вибігти в останню мить.
Спартан звертається до жителів Сан-Анджелеса з передбаченням кращого життя. Підпілля виходить на поверхню, Едґар готується стати новим главою міста. Джон зустрічає Лені та каже, що майбутнє йому подобається.

## Ролі
- Сильвестр Сталлоне — детектив сержант Джон Спартан
- Веслі Снайпс — Саймон Фенікс
- Сандра Буллок — лейтенант Леніна Гакслі
- Найджел Готорн — доктор Раймонд Кокто
- Бенджамін Бретт — співробітник Альфредо Гарсіа
- Деніс Лірі — Едгар Френдлі
- Девід Патрік Келлі — Леон
- Джессі Вентура — Адам
- Роб Шнайдер — оператор Ервін
- Джек Блек — Wasteland Scrap

## Критика
Фільм отримав змішані відгуки. Його середня оцінка від критиків складає 61 % на Rotten Tomatoes, на основі 38 відгуків, та 34/100 на Metacritic, на основі 9 відгуків. Натомість оцінки пересічних глядачів складають відповідно 66 % та 8,1/10.
Гал Гінсон у газеті «Washington Post» у рік виходу фільму на екрани писав, що по суті, «Руйнівник» — це футуристичний поліцейський фільм із трохи більшою фантазією та дотепністю, ніж типовий зразок жанру «рубай-стріляй», за що його зрештою і полюблять. Ні герой, ні лиходій не сприймають себе надто серйозно, а деталі світу майбутнього місцями зухвалі та оригінальні
Згідно з Філліпою Блум з журналу «Empire», Снайпс і Сталлоне, безсумнівно, були в захваті від своїх ролей, що відобразилося на їхній грі, а гумористичні посилання на політику й інші фільми розважають публіку. Попри те, що «Руйнівник» — це фільм на один перегляд, він приносить чудове задоволення.
Критик і комік Даг Волкер у своєму ретро-огляді фільму описав його як такий, що вийшов зарано. У 1993 році «Руйнівник» виглядав типовим фантастичним бойовиком свого часу. Проте в XXI столітті, з огляду на боротьбу за толерантність та появу новітніх технологій, він став сатирою на сучасне суспільство. «Руйнівник» перетворився на попередження, що в гонитві за безпекою й рівністю цивілізація може стати беззахисною та втратити більше, ніж здобути.
Жарт про три мушлі став міцно асоціюватися з цим фільмом і перетворився на інтернет-мем. Сильвестр Сталлоне та Сандра Буллок пропонували свої пояснення як ці три мушлі могли б використовуватися.